# Polyura menedemus
Polyura menedemus är en fjärilsart som beskrevs av Charles Oberthür 1891. Polyura menedemus ingår i släktet Polyura och familjen praktfjärilar. Inga underarter finns listade i Catalogue of Life.